# Cordillera Cahuapanas
La cordillera Cahuapanas es una cadena montañosa que está situada en los Andes del Perú. Está dividida políticamente entre los departamentos de Amazonas, Loreto y San Martín.

## Descripción
La cordillera Cahuapanas forma un arco montañoso de 200 km de largo en el borde de la cuenca del Amazonas. Corre a lo largo del límite suroeste del departamento de Loreto con los departamentos de San Martín y Amazonas. En el norte desemboca en el valle rompedor del Pongo de Manseriche, atravesado por el río Marañón en dirección este. Al norte, más allá del desfiladero, las montañas continúan en la Cordillera Kampankis. Hacia el sur, la cordillera gira hacia el sur-sureste y finalmente cruza hacia la Cordillera Escalera. La Cordillera Cahuapanas alcanza una altura máxima de 2216 m en el suroeste, con una cresta secundaria inferior frente a la cresta principal en el este. Al suroeste y al oeste, la cordillera está delimitada por los valles fluviales de los ríos Mayo y Nieva. En las cabeceras de los dos ríos existe una zona de transición a la cordillera Central, que corre más hacia el oeste. El flanco norte de la cordillera es drenado por los río Saramiriza, Yanapaga, Potro y Cahuapanas hasta el Marañón. El río Paranapura, afluente bajo del río Huallaga, tiene su nacimiento en el extremo oriente.

## Impacto natural
La cordillera Cahuapanas está cubierta principalmente de selva tropical y tiene una alta biodiversidad. Forma el hábitat de muchas especies animales en peligro de extinción. Al oeste, parte de la cordillera se encuentra dentro del Bosque de protección del Alto Mayo.

## Impacto cultural
Cahuapanas es un lugar habitado por los Chayahuitas, desde tiempos ancestrales.